# Deutsche Gesellschaft für Vorgeschichte
Die Deutsche Gesellschaft für Vorgeschichte (DGV) war eine Vereinigung, die sich der Erforschung und Förderung der Ur- und Frühgeschichte widmete.

## Geschichte vor 1945
Die Deutsche Gesellschaft für Vorgeschichte wurde 1909 von dem völkischen Archäologen Gustaf Kossinna unter Mitwirkung von Robert Beltz, Adalbert Bezzenberger, Hans Hahne und anderen gegründet. Sie sollte der nationalen Ur- und Frühgeschichtsforschung verpflichtet sein und der deutschen Archäologie als einer Disziplin mit historischer Zielsetzung eine breite Basis geben. Bereits im Jahr ihrer Gründung wurde der erste Jahrgang der Zeitschrift Mannus herausgegeben. 1913 wurde auf einer außerordentlichen Hauptversammlung mit großer Mehrheit die Änderung des Namens in Gesellschaft für Deutsche Vorgeschichte (GDV) beschlossen. Nach Kossinnas Tod übernahm zunächst Alfred Götze die Leitung des Vereins. Im Zuge der Gleichschaltung beschloss der Vorstand der Gesellschaft 1933 auf Antrag von Hans Reinerth, sich zum Reichsbund für Deutsche Vorgeschichte zu „erweitern“. Dieser Beschluss wurde ein Jahr später durch die Mitgliederversammlung bestätigt. Ziel war die Gründung eines Reichsinstituts, das über Forschung, Denkmalpflege und dem Museumswesen weisungsberechtigt sein sollte. Dazu sollte auch die Römisch-Germanische Kommission integriert werden. Dieser Versuch scheiterte letztendlich an der Kompromisslosigkeit Rosenbergs und Reinerths, der 1934 Bundesführer im Reichsbund wurde. Der Reichsbund wurde bis 1939 dem Amt Rosenberg angeschlossen.

## Neugründung nach 1945
1968 wurde der Verein als Gesellschaft für Vor- und Frühgeschichte (Bonn) von Bolko von Richthofen wiedergegründet. Er gab wiederum ein Periodikum mit Namen Mannus heraus. Zu den hier tätigen Personen, die überwiegend dem rechten bis rechtsextremen Spektrum zuzuordnen sind, gehörten unter anderem auch der „Atlantis-Forscher“ Jürgen Spanuth, Herman Wirth, Haye W. Hansen und Wilhelm Landig. 1994 wurde das Erscheinen des „Mannus“ nach 24 Ausgaben eingestellt.